# Goya a la millor pel·lícula estrangera de parla hispana
El Premi Goya a la millor pel·lícula estrangera de parla hispana és un dels 30 premis Goya que s'otorguen anualment. És concedit des de la primera edició.

## Nominats i guanyadors

### Dècada del 2020
| Guanyador             | Candidats                                                      | |
| XXXIX edició - 2025   | XXXIX edició - 2025                                            | XXXIX edició - 2025 |
| --------------------- | -------------------------------------------------------------- | --- |
|                       | Ainda Estou Aqui · de Walter Salles                            | - Agárrame fuerte – Ana Guevara - El jockey – Luis Ortega Salazar - El lugar de la otra – Maite Alberdi - Memorias de un cuerpo que arde - Antonella Sudasassi Furnis     |
| XXXVIII edició - 2024 |                                                                | |
|                       | La memoria infinita · de Maite Alberdi ()                      | - Alma Viva () — Cristèle Alves Meira - La pecera () — Glorimar Marrero Sánchez - Puan () — Benjamín Naishtat i María Alché - Simón () — Diego Vicentini                  |
| XXXVII edició - 2023  |                                                                | |
|                       | Argentina, 1985 · de Santiago Mitre ( Argentina)               | - 1976 de Manuela Martelli ( Xile) - La jauría d'Andrés Ramírez Pulido ( Colòmbia) - Noche de fuego de Tatiana Huezo ( Mèxic) - Utama d'Alejandro Loayza Grisi ( Bolívia) |
| XXXVI edició - 2022   |                                                                | |
|                       | La cordillera de los sueños · de Patricio Guzmán ( Xile)       | - Canción sin nombre de Melina León ( Perú) - Las siamesas de Paula Hernández ( Argentina) - Los lobos de Samuel Kishi Leopo ( Mèxic)                                     |
| XXXV edició - 2021    |                                                                | |
|                       | El olvido que seremos · de Fernando Trueba ( Colòmbia)         | - El agente topo de Maite Alberdi ( Xile) - La Llorona de Jayro Bustamante ( Guatemala) - Ya no estoy aquí de Fernando Frías de la Parra ( Mèxic)                         |
| XXXIV edició - 2020   |                                                                | |
|                       | La odisea de los giles · de Sebastián Borensztein ( Argentina) | - Araña d'Andrés Wood ( Xile) - El despertar de las hormigas d'Antonella Sudassasi Furnis ( Costa Rica) - Monos d'Alejandro Landes ( Colòmbia)                            |

### Dècada del 2010
| Guanyador            | Candidats                                                           | |
| XXXIII edició - 2019 | XXXIII edició - 2019                                                | XXXIII edició - 2019 |
| -------------------- | ------------------------------------------------------------------- | --- |
|                      | Roma · d'Alfonso Cuarón ( Mèxic)                                    | - El Ángel de Luis Ortega ( Argentina) - La noche de 12 años d'Álvaro Brechner ( Uruguai) - Los perros de Marcela Said ( Xile)                                        |
| XXXII edició - 2018  |                                                                     | |
|                      | Una mujer fantástica · de Sebastián Lelio ( Xile)                   | - Amazona de Clare Weiskopf i Nicolás van Hemelryck ( Colòmbia) - Tempestad de Tatiana Huezo ( Mèxic) - Zama de Lucrecia Martel ( Argentina)                          |
| XXXI edició - 2017   |                                                                     | |
|                      | El ciudadano ilustre · de Mariano Cohn i Gastón Duprat ( Argentina) | - Anna de Jacques Toulemonde ( Colòmbia) - Desde allá de Lorenzo Vigas ( Veneçuela) - Las elegidas de David Pablos ( Mèxic)                                           |
| XXX edició - 2016    |                                                                     | |
|                      | El Clan · de Pablo Trapero ( Argentina)                             | - La once de Maite Alberdi ( Xile) - Magallanes de Salvador del Solar ( Perú) - Vestido de novia de Marilyn Solaya ( Cuba)                                            |
| XXIX edició - 2015   |                                                                     | |
|                      | Relatos salvajes · de Damián Szifron ( Argentina)                   | - Conducta de Ernesto Daranas ( Cuba) - Kaplan d'Álvaro Brechner ( Uruguai) - La distancia más larga de Claudia Pinto Emperador ( Veneçuela)                          |
| XXVIII edició - 2014 |                                                                     | |
|                      | Azul y no tan rosa · de Miguel Ferrari ( Veneçuela)                 | - El médico alemán de Lucía Puenzo ( Argentina) - Gloria de Sebastián Lelio ( Xile) - La jaula de oro de Diego Quemada-Díez ( Mèxic)                                  |
| XXVII edició - 2013  |                                                                     | |
|                      | Juan de los muertos · d'Alejandro Brugués ( Cuba)                   | - Después de Lucía de Michel Franco ( Mèxic) - Infancia clandestina de Benjamín Ávila ( Argentina) - Siete cajas de Juan Carlos Meneglia i Tana Schémbori ( Paraguai) |
| XXVI edició - 2012   |                                                                     | |
|                      | Un cuento chino · de Sebastián Borensztein ( Argentina)             | - Boleto al paraíso de Gerardo Chijona Valdés ( Cuba) - Miss Bala de Gerardo Naranjo ( Mèxic) - Violeta se fue a los cielos d'Andrés Wood ( Xile)                     |
| XXV edició - 2011    |                                                                     | |
|                      | La vida de los peces · de Matías Bize ( Xile)                       | - Contracorriente de Javier Fuentes-León ( Perú) - El hombre de al lado de Gastón Duprat i Mariano Cohn ( Argentina) - El infierno de Luis Estrada ( Mèxic)           |
| XXIV edició - 2010   |                                                                     | |
|                      | El secreto de sus ojos · de Juan José Campanella ( Argentina)       | - Dawson Isla 10 de Miguel Littín ( Xile) - Gigante d'Adrián Biniez ( Uruguai) - La teta asustada de Claudia Llosa ( Perú)                                            |

### Década del 2000
| Guanyador           | Candidats                                               | |
| XXIII edició - 2009 | XXIII edició - 2009                                     | XXIII edició - 2009 |
| ------------------- | ------------------------------------------------------- | --- |
|                     | La buena vida · d'Andrés Wood ( Xile)                   | - Acné de Federico Veiroj ( Uruguai) - Lake Tahoe de Fernando Eimbcke ( Mèxic) - Perro come perro de Carlos Moreno ( Colòmbia)                                          |
| XXII edició - 2008  |                                                         | |
|                     | XXY · de Lucía Puenzo ( Argentina)                      | - La edad de la peseta de Pavel Giroud ( Cuba) - Mariposa negra de Francisco José Lombardi ( Perú) - Padre nuestro de Rodrigo Sepúlveda ( Xile)                         |
| XXI edició - 2007   |                                                         | |
|                     | Las manos · d'Alejandro Doria ( Argentina)              | - American Visa de Juan Carlos Valdivia ( Bolívia) - En la cama de Matías Bize ( Xile) - Soñar no cuesta nada de Rodrigo Triana ( Colòmbia)                             |
| XX edició - 2006    |                                                         | |
|                     | Iluminados por el fuego · de Tristán Bauer ( Argentina) | - Alma mater d'Álvaro Buela ( Uruguai) - Mi mejor enemigo d'Alex Bowen ( Xile) - Rosario Tijeras d'Emilio Maillé ( Colòmbia)                                            |
| XIX edició - 2005   |                                                         | |
|                     | Whisky · de Juan Pablo Rebella i Pablo Stoll ( Uruguai) | - El rey d'Antonio Dorado ( Colòmbia) - Machuca d'Andrés Wood ( Xile) - Luna de Avellaneda de Juan José Campanella ( Argentina)                                         |
| XVIII edició - 2004 |                                                         | |
|                     | Historias mínimas · de Carlos Sorín ( Argentina)        | - El misterio del Trinidad de José Luis García Agraz ( Mèxic) - El viaje hacia el mar de Guillermo Cassanova ( Uruguai) - Suite Habana de Fernando Pérez ( Cuba)        |
| XVII edició - 2003  |                                                         | |
|                     | El último tren · de Diego Arsuaga ( Uruguai)            | - El crimen del padre Amaro de Carlos Carrera ( Mèxic) - Nada de Juan Carlos Cremata ( Cuba) - Un día de suerte de Sandra Gugliotta ( Argentina)                        |
| XVI edició - 2002   |                                                         | |
|                     | La fuga · d'Eduardo Mignogna ( Argentina)               | - Miel para Oshún d'Humberto Solás ( Cuba) - Perfume de violetas de Marisa Sistach ( Mèxic) - Taxi para tres d'Orlando Lübbert ( Xile)                                  |
| XV edició - 2001    |                                                         | |
|                     | Plata quemada · de Marcelo Piñeyro ( Argentina)         | - Lista de espera de Juan Carlos Tabío ( Cuba) - Pantaleón y las visitadoras de Francisco J. Lombardi ( Perú) - Ratas, ratones, rateros de Sebastián Cordero ( Equador) |
| XIV edició - 2000   |                                                         | |
|                     | La vida es silbar · de Fernando Pérez Valdés ( Cuba)    | - Del olvido al no me acuerdo de Juan Carlos Rulfo ( Mèxic) - Golpe de estadio de Sergio Cabrera ( Colòmbia) - Mundo grúa de Pablo Trapero ( Argentina)                 |

### Década del 1990
| Guanyador          | Candidats                                                               | |
| XIII edició - 1999 | XIII edició - 1999                                                      | XIII edició - 1999 |
| ------------------ | ----------------------------------------------------------------------- | --- |
|                    | El faro · de Eduardo Mignogna ( Argentina)                              | - Amaneció de golpe de Carlos Azpúrua ( Veneçuela) - De noche vienes, Esmeralda de Jaime Humberto Hermosillo ( Mèxic) - Kleines Tropicana - Tropicanita de Daniel Díaz Torres ( Cuba) |
| XII edició - 1998  |                                                                         | |
|                    | Cenizas del paraíso · de Marcelo Piñeyro ( Argentina)                   | - Amor vertical de Arturo Sotto Díaz ( Cuba) - La última llamada de Carlos García Agraz ( Mèxic)                                                                                      |
| XI edició - 1997   |                                                                         | |
|                    | Sol de otoño · de Eduardo Mignogna ( Argentina)                         | - Pon tu pensamiento en mí d'Arturo Sotto Díaz ( Cuba) - Sin remitente de Carlos Carrera ( Mèxic)                                                                                     |
| X edició - 1996    |                                                                         | |
|                    | El callejón de los milagros · de Jorge Fons ( Mèxic)                    | - El elefante y la bicicleta de Juan Carlos Tabío ( Cuba) - Sicario de José Ramón Novoa ( Veneçuela)                                                                                  |
| IX edició - 1995   |                                                                         | |
|                    | Fresa y chocolate · de Tomás Gutiérrez Alea i Juan Carlos Tabío ( Cuba) | - La estrategia del caracol de Sergio Cabrera ( Colòmbia) - Sin compasión de Francisco J. Lombardi ( Perú)                                                                            |
| VIII edició - 1994 |                                                                         | |
|                    | Gatica, el mono · de Leonardo Favio ( Argentina)                        | - Golpes a mi puerta de Alejandro Saderman ( Veneçuela) - Johnny 100 pesos de Gustavo Graef-Marino ( Xile)                                                                            |
| VII edició - 1993  |                                                                         | |
|                    | Un lugar en el mundo · d'Adolfo Aristarain ( Argentina)                 | - Como agua para chocolate d'Alfonso Aráu ( Mèxic) - Disparen a matar de Carlos Azpúrua ( Veneçuela)                                                                                  |
| VI edició - 1992   |                                                                         | |
|                    | La frontera · de Ricardo Larraín ( Xile)                                | - Hello Hemingway de Fernando Pérez Valdés ( Cuba) - Técnicas de duelo: una cuestión de honor de Sergio Cabrera ( Colòmbia) - Jericó de Luis Alberto Lamata ( Veneçuela)              |
| V edició - 1991    |                                                                         | |
|                    | Caídos del cielo · de Francisco J. Lombardi ( Perú)                     | - Caluga o menta de Gonzalo Justiniano ( Xile) - María Antonia de Sergio Giral ( Cuba)                                                                                                |
| IV edició - 1990   |                                                                         | |
|                    | La bella del Alhambra · de Enrique Pineda Barnet ( Cuba)                | - Aventurera de Pablo de la Barra ( Veneçuela) |

### Dècada del 1980
| Guanyador         | Candidats                                           | |
| III edició - 1989 | III edició - 1989                                   | III edició - 1989                                                                                         |
| ----------------- | --------------------------------------------------- | --- |
|                   | No es va concedir                                   | |
| II edició - 1988  |                                                     | |
|                   | Lo que importa es vivir · de Luis Alcoriza ( Mèxic) | - Hombre mirando al sudeste de Eliseo Subiela ( Argentina) - Un hombre de éxito de Humberto Solás ( Cuba) |
| I edició - 1987   |                                                     | |
|                   | La película del rey · de Carlos Sorin ( Argentina)  | - Pequeña revancha de Olegario Barrera ( Veneçuela) - Tiempo de morir de Jorge Alí Triana ( Colòmbia)     |

## Nominacions i premis per país
|       | País        | Nominacions | Premis |
| ----- | ----------- | ----------- | ------ |
| 1     | Argentina   | 31          | 19     |
| 2     | Xile        | 22          | 6      |
| 3     | Cuba        | 19          | 4      |
| 4     | Mèxic       | 21          | 3      |
| 5     | Uruguai     | 9           | 2      |
| 6     | Colòmbia    | 13          | 1      |
| 7     | Veneçuela   | 11          | 1      |
| 8     | Perú        | 8           | 1      |
| 9     | Brasil      | 1           | 1      |
| 10    | Bolívia     | 2           | 0      |
| 11    | Costa Rica  | 2           | 0      |
| 12    | Equador     | 1           | 0      |
| 13    | Paraguai    | 1           | 0      |
| 14    | Guatemala   | 1           | 0      |
| 15    | Portugal    | 1           | 0      |
| 16    | Puerto Rico | 1           | 0      |
| Total | Total       | 144         | 38     |